# MIL-C-5541
MIL-C-5541 beschreibt ein chromatierendes Verfahren, bei dem ein Schutzfilm auf Aluminiumoberflächen aufgetragen wird, um diese vor Korrosion zu schützen, sowie die Farbauftragung zu erleichtern.
Die Farbe dieser Chromatierung kann von farblos über golden bis hin zu schillernd braun sein. Die Oberfläche muss vor der Behandlung frei von Dellen, Druckstellen, Kratzern oder Ähnlichem sein.
Bei dieser Oberflächenveredlung treten keine Maßabweichungen wie z. B. durch dicke Lackschichten auf.
- Klasse 1A dient als korrosionsbeständiger Schutz sowie zur Erleichterung der Farbaufnahme.
- Klasse 3 dient ebenfalls als Korrosionsschutz, jedoch zusätzlich speziell für elektr. Geräte und Apparaturen, bei denen Kontakte mit geringem Widerstand gefordert sind.